# Station Olszanka
Station Olszanka is een spoorwegstation in de Poolse plaats Olszanka.